# Challenger (navette spatiale)
OV-099
Pour les articles homonymes, voir Challenger.

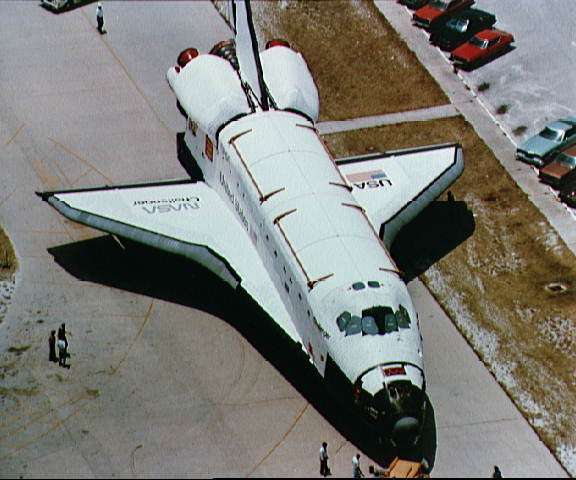
Challenger lors de la mission STS-8.

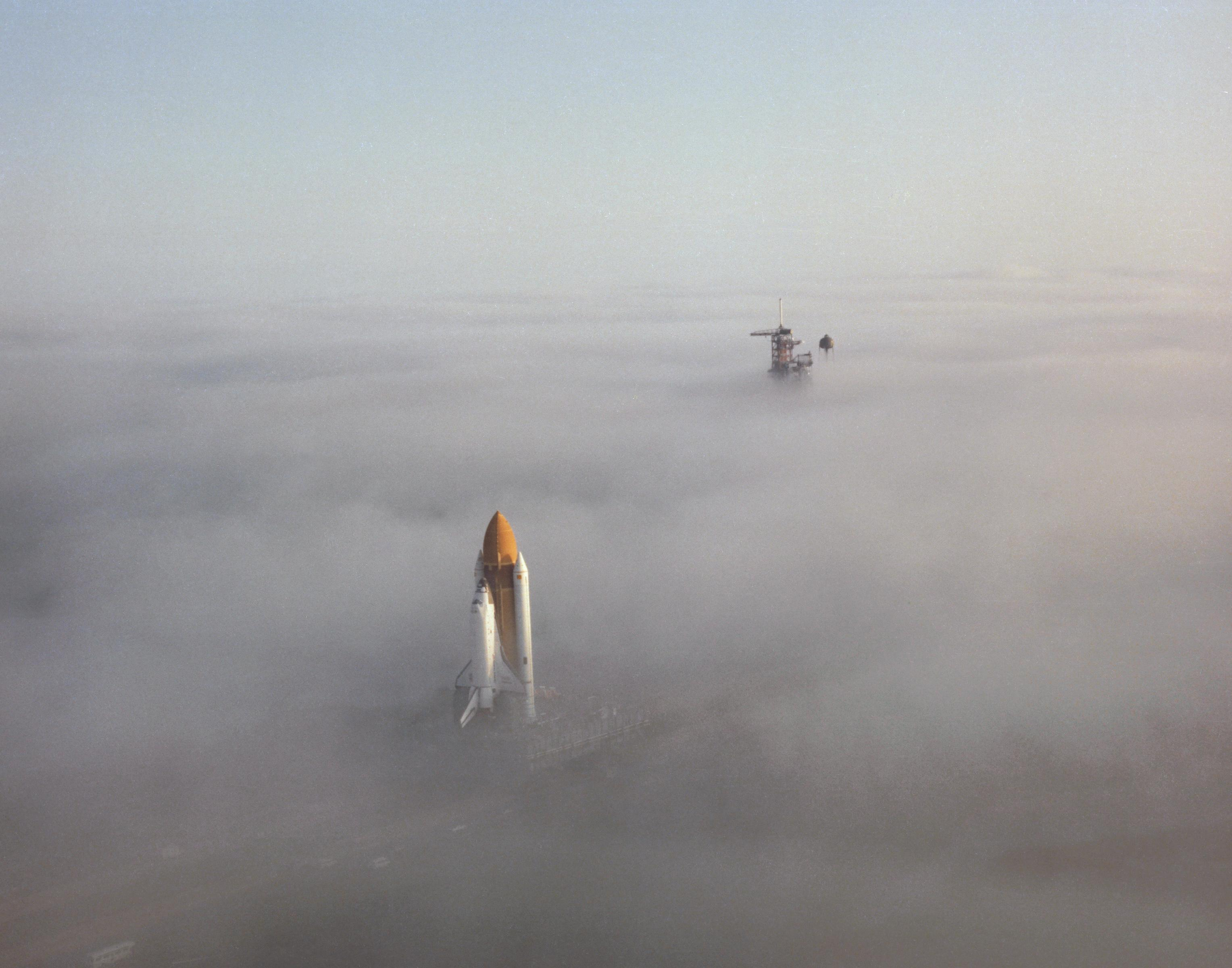
Challenger en route vers son pas de tir.

Challenger ou OV-099 (Orbital Vehicle-099) était une navette spatiale américaine originellement conçue à des fins de test (STA-099).
Elle porte le nom du bateau HMS Challenger, qui fit une expédition de 1872 à 1876 pour notamment mesurer la profondeur des océans, et a donné son nom au point le plus profond du globe, Challenger Deep (dans la fosse des Mariannes, à 10 916 m sous la surface de l'eau).
Challenger s'est désintégrée le 28 janvier 1986, au cours du décollage, après seulement 73 secondes de vol alors qu'elle évoluait à 3 200 km/h. Les sept membres de l'équipage périrent. Il s'agit de :
- Francis R. Scobee, commandant ;
- Michael J. Smith, pilote ;
- Judith A. Resnik, Ellison S. Onizuka, Ronald E. McNair, spécialistes de mission ;
- Gregory B. Jarvis, spécialiste de charge utile ;
- Christa McAuliffe, professeur de lycée. Elle avait été choisie parmi les 11 500 postulants astronautes pour devenir la première citoyenne de l'espace et était la seule à ne pas être astronaute professionnelle.

## Missions
STS signifie Space Transportation System ou système de transport spatial. C'est le terme officiel pour désigner les missions.
Au total, Challenger a accompli neuf missions pendant lesquelles elle a passé 62,41 jours dans l'espace et parcouru 41 527 416 km. Elle a déployé 10 satellites au total.
| #  | Date            | Désignation | Notes | Durée du vol       | Commandant              | Patch |
| -- | --------------- | ----------- | --- | ------------------ | ----------------------- | ----- |
| 1  | 4 avril 1983    | STS-6       | Déploiement d'un satellite de communication. Première sortie dans l'espace depuis une navette.                  | 5 jours            | Paul J. Weitz           |       |
| 2  | 18 juin 1983    | STS-7       | Sally Ride première Américaine dans l'espace. Deux satellites de communication déployés.                        | 6 jours, 2 heures  | Robert Crippen          |       |
| 3  | 30 août 1983    | STS-8       | Premier lancement et atterrissage de nuit. Déploiement d'un satellite                                           | 6 jours, 1 heure   | Richard H. Truly        |       |
| 4  | 3 février 1984  | STS-41-B    | Première sortie dans l'espace sans attache. Échec de la mise en orbite de deux satellites (Palapa B2, Westar 6) | 7 jours, 23 heures | Vance Brand             |       |
| 5  | 6 avril 1984    | STS-41-C    | Mise en orbite du module LDEF. Réparation de Solar Max                                                          | 6 jours, 23 heures | Robert Crippen          |       |
| 6  | 5 octobre 1984  | STS-41-G    | Première sortie d'une femme (Kathryn Sullivan). Marc Garneau premier canadien dans l'espace.                    | 8 jours, 5 heures  | Robert Crippen          |       |
| 7  | 29 avril 1985   | STS-51-B    | Spacelab-3 | 7 jours            | Robert F. Overmyer      |       |
| 8  | 29 juillet 1985 | STS-51-F    | Spacelab-2 | 7 jours 22 heures  | C. Gordon Fullerton     |       |
| 9  | 30 octobre 1985 | STS-61-A    | Spacelab D-1 | 7 jours            | Henry W. Hartsfield, Jr |       |
| 10 | 28 janvier 1986 | STS-51-L    | Perte de la navette au décollage.                                                                               | 73 secondes        | Francis "Dick" Scobee   |       |

## L'accident deChallenger
L'accident a été provoqué par la rupture de l'un des joints toriques d'un des deux propulseurs à poudre accolés au réservoir principal d'hydrogène. Il avait souffert de conditions climatiques particulièrement froides au cours de la nuit précédant le tir. Les joints en question, développés par la compagnie américaine Morton Thiokol, située au nord des États-Unis, n'avaient pas été testés en conditions de grand froid. Les concepteurs considéraient que le lieu de tir, la Floride, bénéficiait d'un climat toujours ensoleillé. Le fait est qu'un phénomène météorologique touchant assez fréquemment la Floride avait fait descendre la température bien en dessous de 0 °C au cours de la nuit précédant le tir.
Les ingénieurs de Morton Thiokol avaient néanmoins de sérieux doutes sur la capacité de résistance du joint au froid, à cause notamment d'incidents remarqués au cours de certains vols précédents. Certains d'entre eux, notamment Roger Boisjoly, avaient lancé l'alerte. Mais le joint n'ayant pas été formellement testé puisque la question du froid ne s'était même pas posée, ils furent incapables de prouver la faiblesse de cette pièce au directeur de tir. Leurs remarques furent rejetées par les responsables de Thiokol qui recommandèrent que le lancement soit exécuté comme prévu.
Il faut comprendre que, pour des raisons financières, les propulseurs d'appoint (SRB) n'étaient pas construits en une seule pièce. Chacun était composé de plusieurs sections reliées par deux joints toriques permettant de sceller hermétiquement l’ensemble. Une enquête menée par la suite démontra que ces joints étaient beaucoup moins élastiques lorsqu'ils étaient confrontés au froid : une fois compressés, ils ne retrouvaient pas leur forme. En d'autres mots, le matériau perdait son élasticité à une température de 0 °C. Cependant, une interrogation persiste après les conclusions de la commission : si le joint a été détruit et qu'une fuite s'est révélée dès le lancement, pourquoi la navette n'a-t-elle pas été détruite à ce moment-là ? Certains experts émettent l’hypothèse que la poudre d’aluminium ajoutée au carburant des propulseurs d’appoint pour accroître la poussée aurait pu colmater la fuite jusqu'à la zone de max Q, où la navette était au maximum de pression aérodynamique. À ce moment-là, les secousses subies par la navette alors exposée à un fort vent latéral ont probablement délogé les résidus d'aluminium qui avaient jusque-là bouché la fuite, libérant ainsi les gaz qui ont chauffé les réservoirs jusqu'à exploser.
L'enquête révélera également que les ingénieurs de sécurité de la NASA estimaient les probabilités d'accident de l'ensemble du dispositif à environ 1 % alors que les directeurs de tirs, prenant la décision finale, tablaient sur des probabilités mille fois inférieures. Dans ces deux contextes, l'information concernant la solidité du joint ne prenait pas la même ampleur. Diane Vaughan, ayant enquêté sur l'accident, parle d'une culture du risque à la NASA. Les directeurs de tirs décidèrent donc de passer outre et d'effectuer le tir.
Challenger ne fut pas détruite par une explosion. Après la désintégration due aux forces aérodynamiques, le combustible qui se trouvait dans l'orbiteur et le réservoir principal brûla en quelques secondes, formant ainsi une boule de feu massive.
L'habitacle, toujours largement intact, retomba alors vers l'océan.

Il a été prouvé que des astronautes ont survécu au choc initial (une des bouteilles d'oxygène ayant été utilisée). Nous ignorons si les astronautes sont décédés lors de la chute qui a duré deux minutes ou à l'impact avec l'eau.

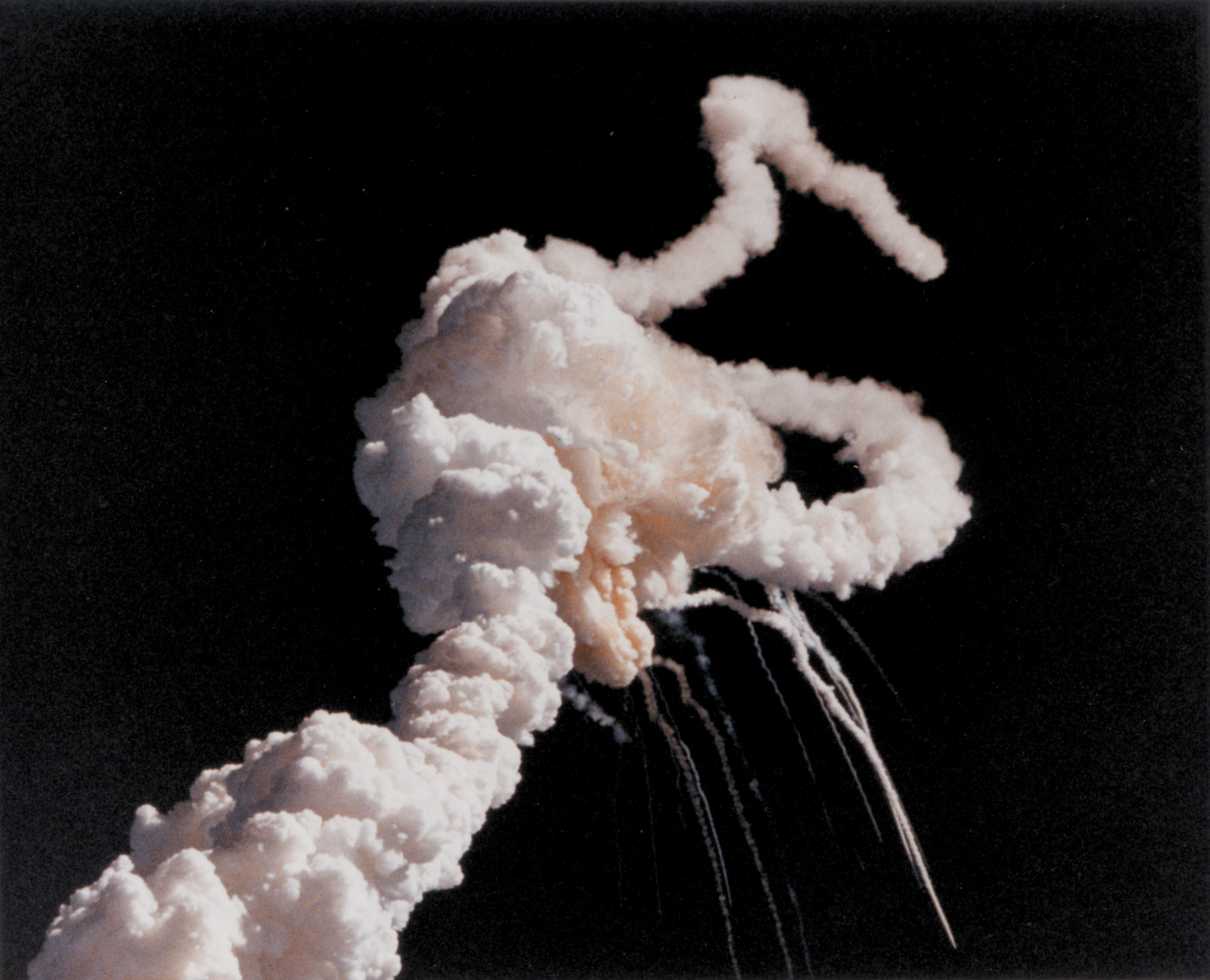
Vidéo de l'explosion.
- Explosion de Challenger.
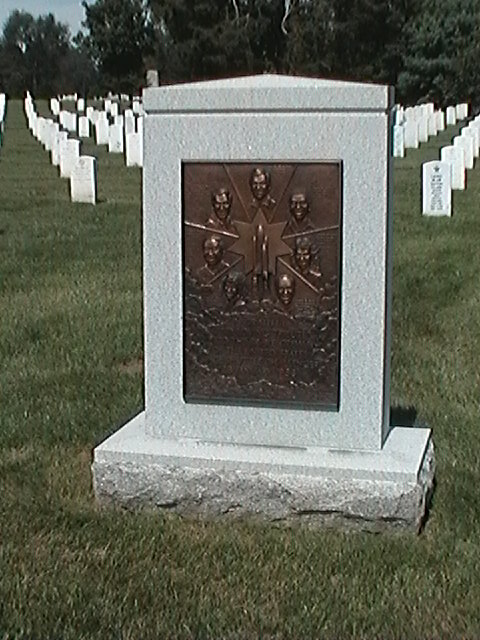
Challenger mémorial au cimetière national d'Arlington.
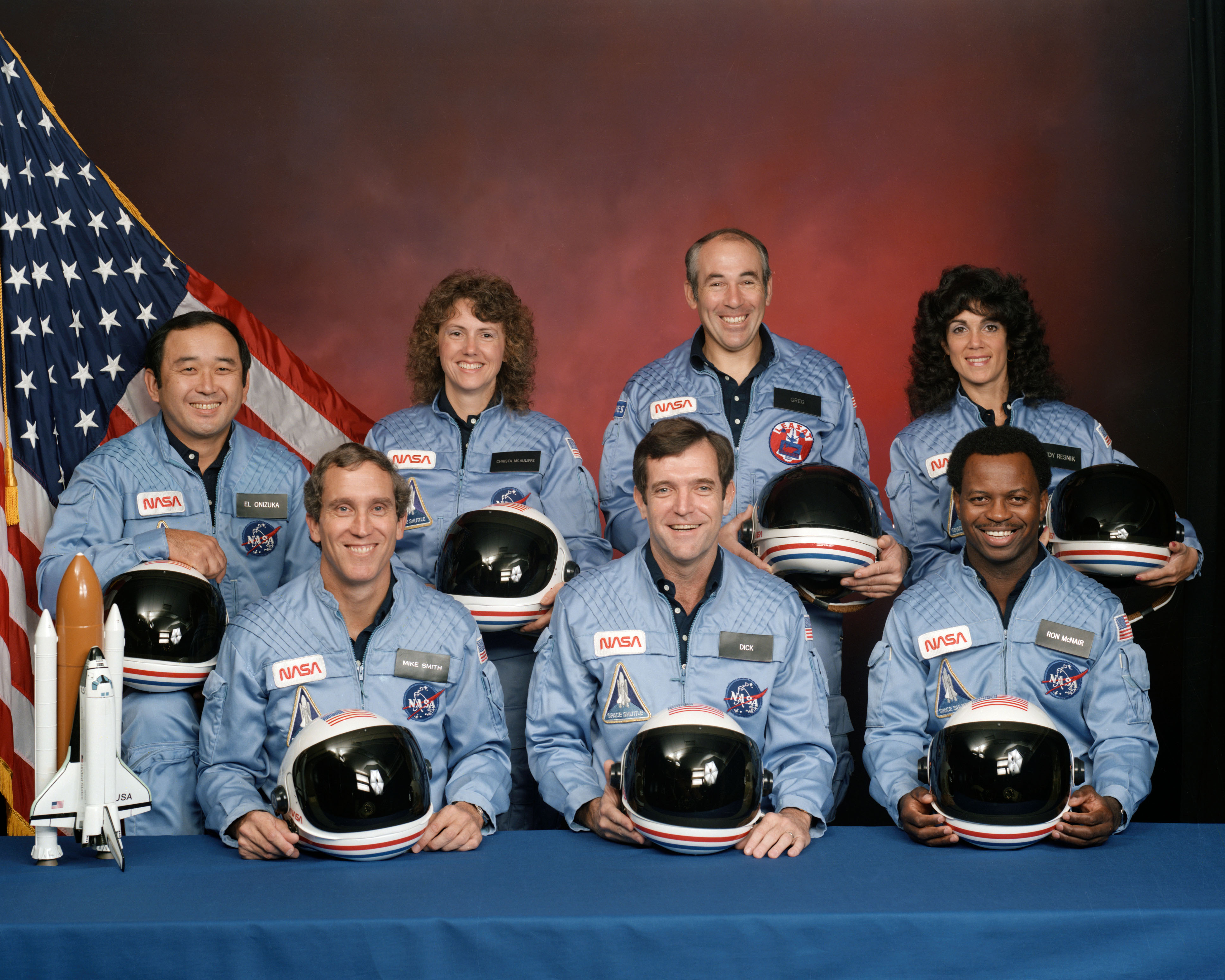
Les sept membres de l'équipage décédés lors de l'accident.

Sept astéroïdes (numérotés 3350 à 3356) ont été baptisés en hommage aux membres de l'équipage.